# Giải Hiệp hội các nhà phê bình phim người Mỹ gốc Phi 2004
Giải Hiệp hội các nhà phê bình phim người Mỹ gốc Phi lần thứ 2

28 tháng 12 năm 2004
Phim hay nhất

 Ray 
Giải Hiệp hội các nhà phê bình phim người Mỹ gốc Phi 2004, vinh danh những thành tựu điện ảnh xuất sắc nhất năm 2004, được trao vào ngày 28 tháng 12 năm 2004.

## 10 phim hay nhất
1. Ray
2. Hotel Rwanda
3. Finding Neverland
4. The Aviator
5. Sideways
6. Baadasssss!
7. Brother to Brother
8. Woman Thou Art Loosed
9. Million Dollar Baby
10. Collateral

## Đối tượng nhận giải
- Tôn vinh thành tựu đặc biệt:
  - Jamie Foxx